# Pycreus stramineus
Pycreus stramineus är en halvgräsart som beskrevs av Charles Baron Clarke. Pycreus stramineus ingår i släktet Pycreus och familjen halvgräs. IUCN kategoriserar arten globalt som livskraftig. Inga underarter finns listade i Catalogue of Life.